# رودولف فون زبوتندورف

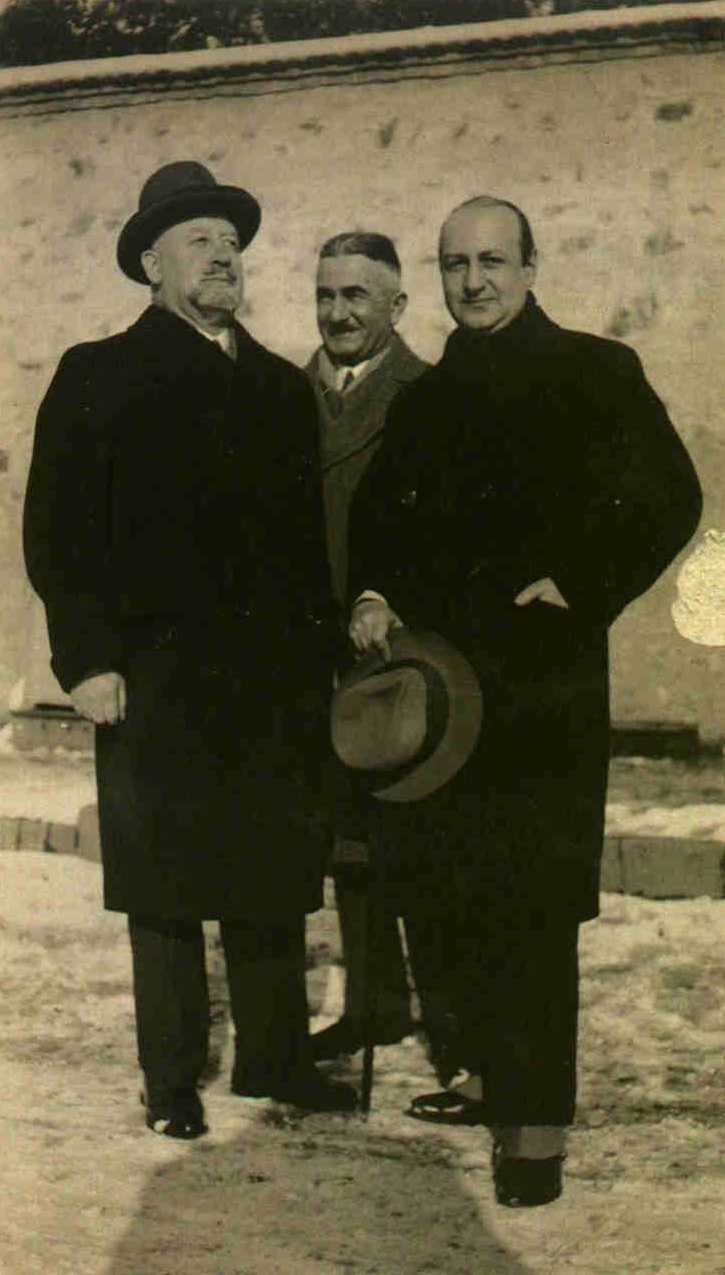
رودولف فون زبوتندورف یا آدام آلفرد رودولف گلاوا

رودولف فون زبوتندورف یا آدام آلفرد رودولف گلاوا و به آلمانی Rudolf von Sebottendorf (زاده ۹ نوامبر ۱۸۷۵ و در گذشته ۸ مه ۱۹۴۵)، که با نام‌های رودلف فریهر فون سبوتندورف (یا فون زبوتندورف) نیز شناخته می‌شد، یک عالم علوم غیبی، نویسنده، مأمور اطلاعاتی و فعال سیاسی آلمانی بود. او بنیانگذار انجمن سری توله (Thule) بود، یک نهانخانه غیبی آلمانی که پس از جنگ جهانی اول که در آن نقش کلیدی ایفا کرد و بسیاری از اعضای  حزب نازی را تحت تأثیر قرار داد. او یک  فراماسون، صوفی از طریقت بکتاشی بود که پس از اسلام آوردن به مراقبه، طالع‌بینی، عددشناسی و کیمیاگری اشتغال داشت.

## تولد و زندگی مشترک
گلاوا در خویرزوردا در استان سیلسیای پروس، زاکسن کنونی بدنیا آمد. او پسر یک مهندس لوکوموتیو بود. گلاوا در سال ۱۹۰۵ در درسدن با کلارا ووس(به آلمانی: Klara Voss) ازدواج کرد، اما این ازدواج در سال ۱۹۰۷ به طلاق انجامید.

## اواخر زندگی
گلووا پس از ترک آلمان، کتاب «اعمال فراماسون‌های ترک باستان یا کلید درک کیمیاگری» و سپس در سال ۱۹۲۵، کتاب «طلسم روزیکروس» را که رمانی نیمه اتوبیوگرافیک و تمثیلی از زندگی قبلی خود اوست را منتشر کرد.
او در ژانویه ۱۹۳۳ به آلمان بازگشت و کتاب مستند «پیش از آمدن هیتلر: اسنادی از روزهای اولیه جنبش ناسیونال سوسیالیستی» را منتشر نمود که با جامعه توله و DAP سروکار دارد. هیتلر به‌طور مشهود این کتاب را که ممنوع شده بود دوست نداشت. در این سال گلووا دستگیر شد، اما به نحوی موفق به فرار گردید که احتمالاً این فرار بواسطه کمک دوستان دوران فعالیتش در مونیخ صورت گرفت و در سال ۱۹۳۴ به ترکیه بازگشت.